# Jas (Loire)
Jas é uma comuna francesa na região administrativa de Auvérnia-Ródano-Alpes, no departamento de Loire. Estende-se por uma área de 6,22 km². Em 2010 a comuna tinha 234 habitantes (densidade: 37,6 hab./km²).